# Vysokorychlostní trať Čchang-čchun – Ťi-lin
Vysokorychlostní trať Čchang-čchun – Ťi-lin (čínsky v českém přepisu Čangťi čcheng ťi tchie-lu, pchin-jinem Zhǎng jí chéng jì tiělù, znaky 长吉城际铁路; volně česky Meziměstská železnice Čangťi) je vysokorychlostní železnice v provincii Ťi-lin v Čínské lidové republice. Spojuje města Čchang-čchun a Ťi-lin přes jimi společně spravované Mezinárodní letiště Čchang-čchun Lung-ťia. Má délku 111 kilometrů, byla otevřena po čtyřech letech výstavby v lednu 2011, a od začátku jsou na ní v provozu pouze tři stanice:
- nádraží Čchang-čchun v Čchang-čchunu, přes které vede také vysokorychlostní trať Charbin – Ta-lien
- nádraží Lung-ťia u mezinárodního letiště Čchang-čchun Lung-ťia
- nádraží Ťi-lin v Ťi-linu

Cesta z Čchang-čchunu na letiště trvá devět minut a cesta z Ťi-linu na letiště trvá dvaadvacet minut.